# Seututie 534
Pour les articles homonymes, voir Route 534.
La route régionale 534 (finnois : Seututie 534) est une route régionale allant du village central de Leppävirta jusqu'à Vuorinen à Leppävirta en Finlande,,.

## Présentation
La seututie 534 est une route régionale de Savonie du Nord.

## Parcours
- Leppävirta centre
- Nykälä
- Konnuslahti
- Lylymäki
- Myrkkysenlähde
- Riihijärvi
- Vuorinen